# 鮫川村村営バス
鮫川村村営バス（さめがわむらそんえいバス）は、福島県東白川郡鮫川村にて運行している廃止代替バスである。「あおぞら号」の愛称が付けられている。
運行形態は、自家用自動車（白ナンバー車）による有償運送である。
JRバス関東鮫川線の廃止に伴い、運行を開始した。

## 沿革

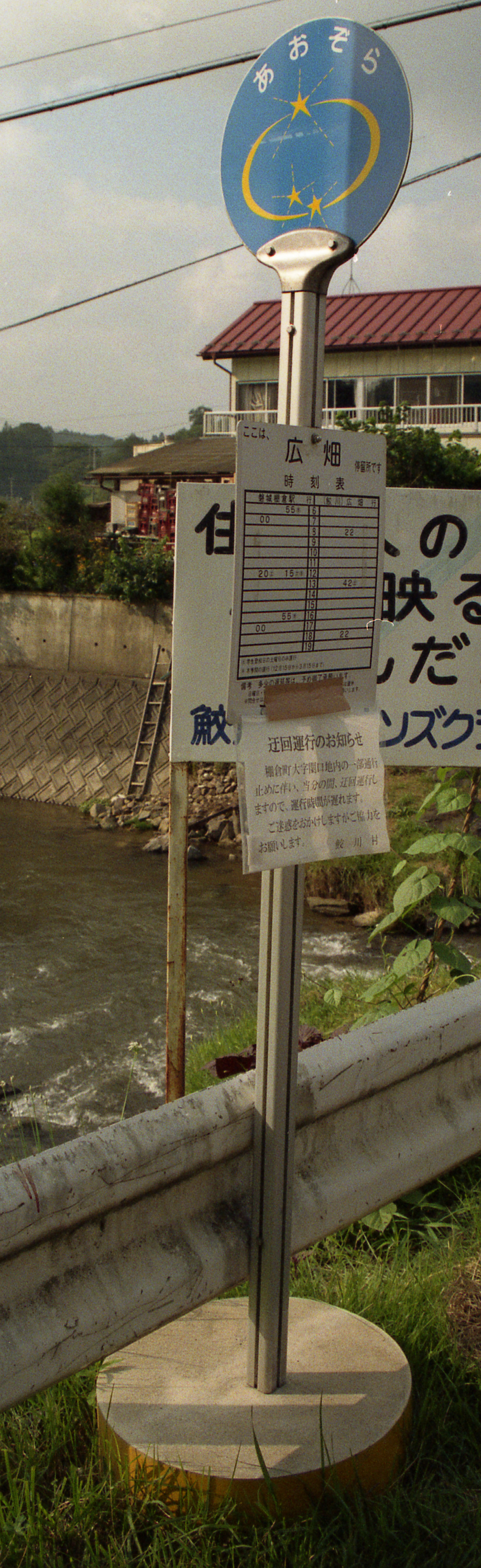
あおぞら号のバス停

- 1994年3月 - 運行開始。
- 2018年4月1日 - ダイヤ改正[1]

## 概要
- 運賃は区間制で、6〜12歳の小児は半額、70歳以上の住民、及び大人同伴の幼児（6歳未満）2人までは無料。身障者は8割引き。
  - 回数券は10回分の運賃で11枚綴りのものがある。定期券は通勤用と通学用とがあり、いずれも1ヶ月、3ヶ月、6ヶ月用がある。通学のみ片道定期券あり。
- 日曜・祝日・お盆（8/13〜8/16）・年末年始（12/31〜1/3）は運休。

## 路線
以下1路線のみがある。　※2018年4月1日現在
- 鮫川中学校北口 - 広畑 - 役場 - 道少田 - 高校前 - 寅卯平 - 火打石 - 大草口 - 関口 - 修明高校前 - 磐城棚倉駅

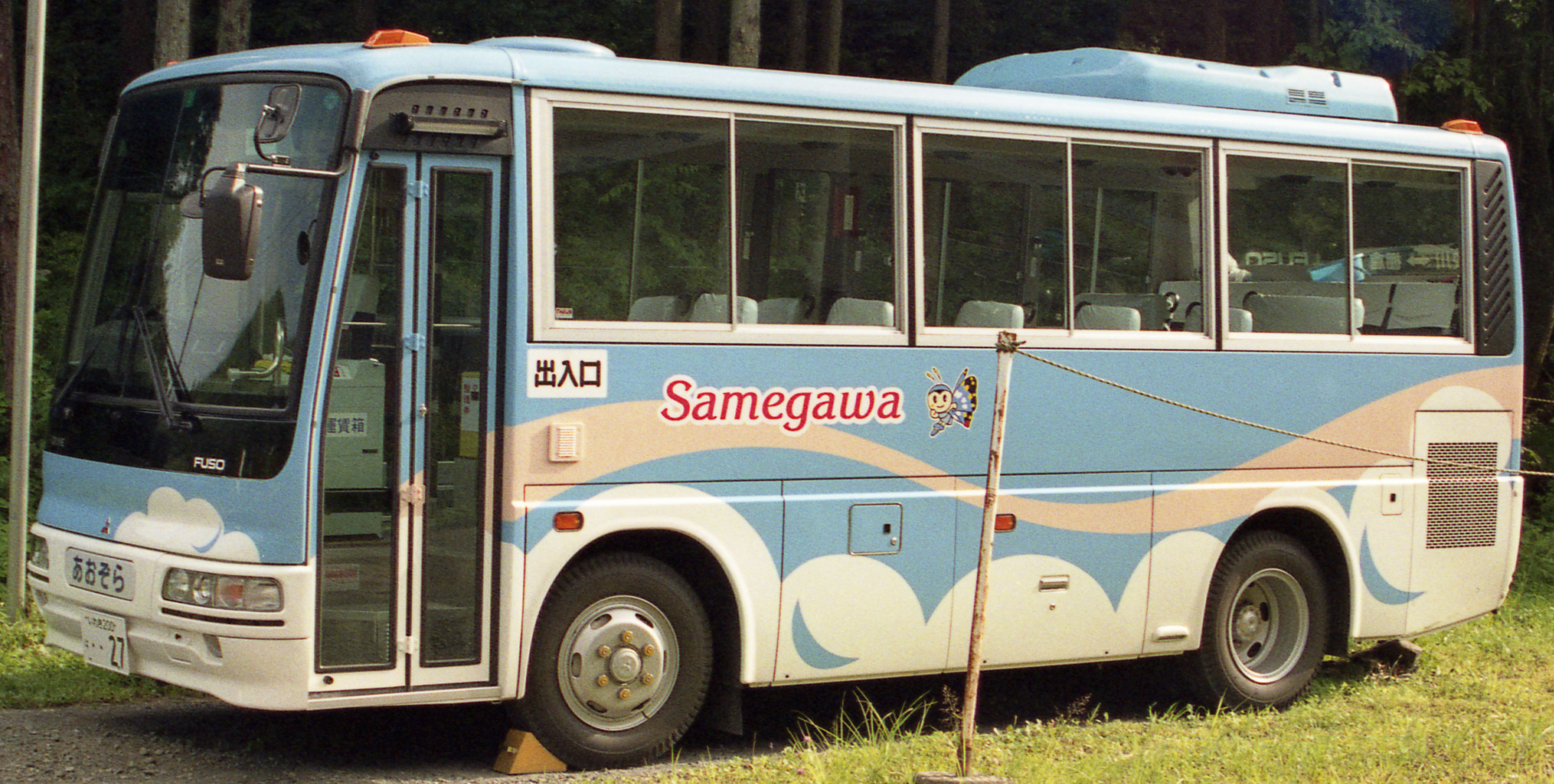
2000年当時の車両

## 運行形態
朝および夕方に1往復ずつ運行される。鮫川中学校北口発の夕方便は4月から9月の夏季期間と10月から3月の冬季期間で運行時刻が40分ずれる。高校のテスト期間には午後にも臨時便が1往復運行される。